# Pohlmann-Fertighaus

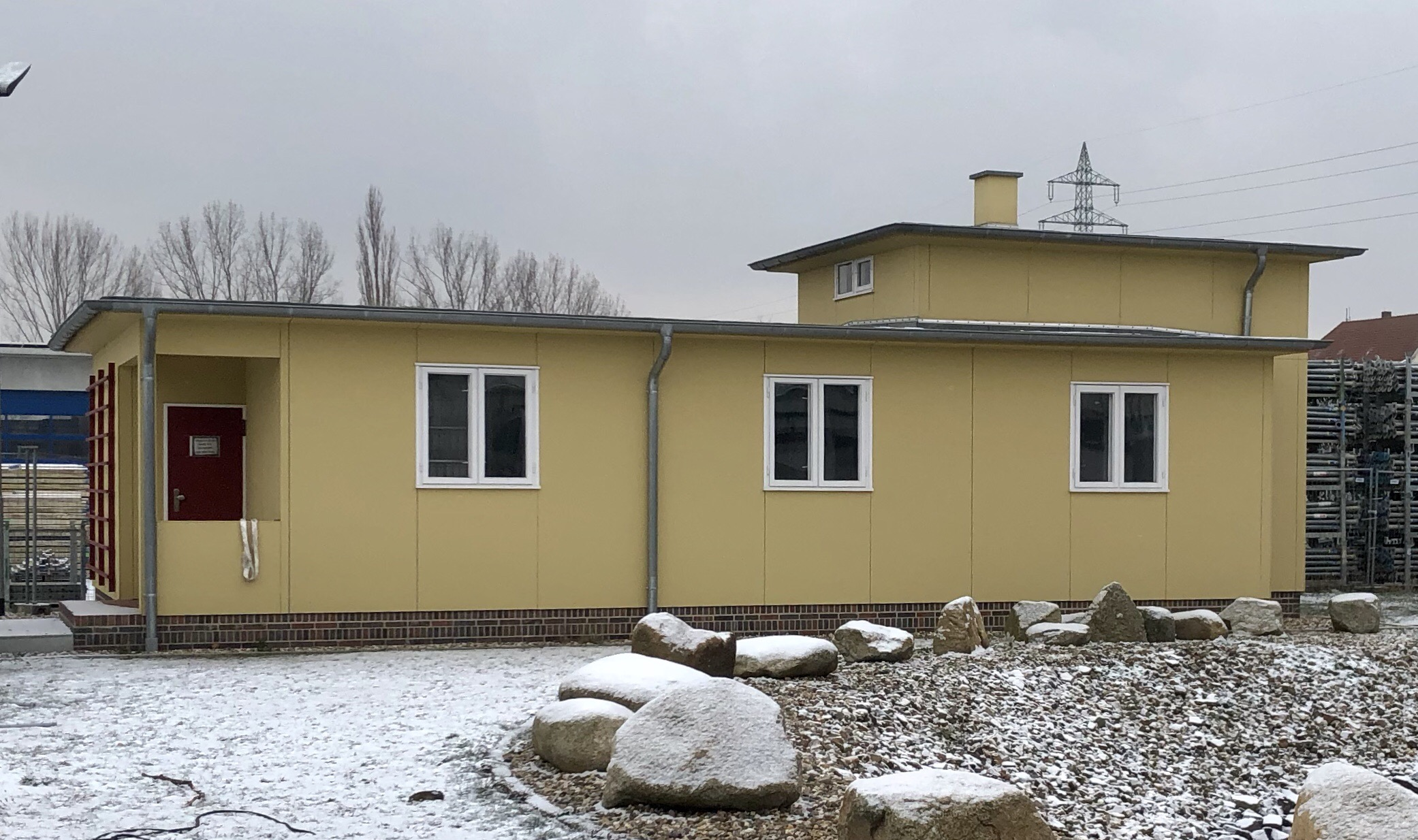
Pohlmann-Fertighaus, 2019

Das Pohlmann-Fertighaus ist ein denkmalgeschütztes Gebäude in Magdeburg in Sachsen-Anhalt.

## Lage
Es befindet sich in einem Gewerbegebiet im Magdeburger Stadtteil Rothensee an der Adresse Bülstringer Straße 20.

## Architektur und Geschichte
Das eingeschossige Wohnhaus entstand im Jahr 1927 in Vorbereitung der Deutschen Theaterausstellung auf dem Ausstellungsgelände im Rotehornpark als Versuchshaus und Ausstellungsgebäude. Die Planung des Hauses erfolgte durch das städtische Hochbauamt der Stadt Magdeburg, der Entwurf stammt dabei vom Stadtbaurat Johannes Göderitz, wobei Fritz Kneller mitarbeitete. Die Bauausführung erfolgte als Thermosbau in einer experimentellen Fertigbauweise nach einem System der Firma A.C. Pohlmann. Dabei kamen Fertigteile aus Holz zum Einsatz, die mit Platten aus Asbestschiefer verkleidet sind. Der Bau ist mit einem Flachdach bedeckt, welches sehr flach vorkragt und stark horizontal gegliedert ist. Auf einer Seite besteht ein horizontales Fensterband. Auf der gegenüberliegenden Seite gibt es eine kleine offene Eckloggia. Der Wohnraum ist durch ein Oberlicht erhöht.
Nach Ende der Theaterausstellung erfolgte die Umsetzung des Baus in die Oststraße 7b im Stadtteil Werder in eine das Straßenbild prägenden Ecklage zur Weidenstraße. In den 2010er Jahren fand dann eine erneute Umsetzung an den heutigen Standort statt.
Im örtlichen Denkmalverzeichnis ist das Wohnhaus unter der Erfassungsnummer 094 06380 als Baudenkmal verzeichnet.
Das Gebäude gilt als bedeutendes Zeugnis des Neuen Bauens und ist architekturgeschichtlich als Pionierbau der typisierten, energie- und materialsparenden Fertigteilbauweise interessant. Der Bau ist Teil der zeitgenössischen Wohnungspolitik und ist im Zusammenhang mit ähnlich gelagerten Experimenten wie zum Beispiel das Stahlhaus in Dessau zu sehen. Stadtgeschichtlich ist es auch Ausdruck der Konkurrenz zwischen Magdeburg und Dessau als Zentren des Neuen Bauens.